# Ceratosanthes hilariana
Ceratosanthes hilariana är en gurkväxtart som beskrevs av Célestin Alfred Cogniaux. Ceratosanthes hilariana ingår i släktet Ceratosanthes och familjen gurkväxter. Inga underarter finns listade i Catalogue of Life.